# Per Fredrik Hertzman
Per Fredrik Hertzman, född den 23 januari 1810 i Tingstads socken, död den 15 mars 1884 i Norrköpings Sankt Olai församling, var en svensk rådman och stadshistoriker.
Per Fredrik var son till rektorn Per Jonas Hertzman (1767–1844) i Norrköping och Christina Carolina, född Eriksson. och var justitierådman i Norrköping 1842–1878. Han var även stadshistoriker och hembygdsforskare och särskilt viktigt är Historisk-Statistisk beskrivning över Norrköpings stad från äldre till nuvarande tid (1866). Han var flitig medarbetare i Norrköpings Tidningar under signaturen ”Thure” och har givit namn åt Hertzmansplan i Söderstaden i Norrköping.
Gift den 2 september 1842 med Rosina Charlotta Haij (1820–1889), dotter till inspektorn Fredrik Haij och Brita Kristina Moström, och hade med henne barnen Hugo Gustaf Adolf Fredrik (1833–1886), Rosamunda Kristina Maria (1844–1919) och Vincent Per Karl (1850–1923).

## Skrifter[5]
- Anteckningar om Norrköpings stad / samlade och utgifne af Fredrik Hertzman och Ludvig Ringborg (1851-1857)
- Några bidrag till Norrköpings stads historia (1856)
- Norrköping och dess omgifningar : anteckningar (1861)
- Historisk-statistisk beskrifning öfver Norrköpings stad från äldre till närvarande tid (1866)